# العلاقات الإثيوبية الغواتيمالية
العلاقات الإثيوبية الغواتيمالية هي العلاقات الثنائية التي تجمع بين إثيوبيا وغواتيمالا.

## مقارنة بين البلدين
هذه مقارنة عامة ومرجعية للدولتين:
| وجه المقارنة                                              | إثيوبيا                        | غواتيمالا       |
| --------------------------------------------------------- | ------------------------------ | --------------- |
| المساحة (كم2)                                             | 1.10 مليون                     | 108.89 ألف      |
| عدد السكان (نسمة)                                         | 104.96 مليون                   | 17.26 مليون     |
| الكثافة السكانية (ن./كم²)                                 | 95.42                          | 158.51          |
| العاصمة                                                   | أديس أبابا                     | غواتيمالا       |
| اللغة الرسمية                                             | اللغة الأمهرية                 | اللغة الإسبانية |
| العملة                                                    | بير إثيوبي                     | كتزال غواتيمالي |
| الناتج المحلي الإجمالي (بليون دولار)                      | 80.56 مليار                    | 75.62 مليار     |
| الناتج المحلي الإجمالي (تعادل القوة الشرائية) بليون دولار | 161.90 مليار                   | 126.21 مليار    |
| الناتج المحلي الإجمالي الاسمي للفرد دولار أمريكي          | 619                            | 3.90 ألف        |
| الناتج المحلي الإجمالي للفرد دولار أمريكي                 | 1.50 ألف                       | 7.45 ألف        |
| مؤشر التنمية البشرية                                      | 0.442                          | 0.627           |
| رمز المكالمات الدولي                                      | +251                           | +502            |
| رمز الإنترنت                                              | .et                            | .gt             |
| المنطقة الزمنية                                           | ت ع م+03:00، توقيت شرق أفريقيا | 00              |

## منظمات دولية مشتركة
يشترك البلدان في عضوية مجموعة من المنظمات الدولية، منها:
| علم المنظمة | اسم المنظمة                        | تاريخ انضمام إثيوبيا | تاريخ انضمام غواتيمالا |
| ----------- | ---------------------------------- | -------------------- | ---------------------- |
|             | الاتحاد البريدي العالمي            | ?                    | ?                      |
|             | مؤسسة التنمية الدولية              | 11 أبريل 1961        | 27 أبريل 1961          |
|             | منظمة حظر الأسلحة الكيميائية       | ?                    | ?                      |
|             | الأمم المتحدة                      | 13 نوفمبر 1945       | 21 نوفمبر 1945         |
|             | وكالة ضمان الاستثمار متعدد الأطراف | 13 أغسطس 1991        | 11 يوليو 1996          |
|             | منظمة الشرطة الجنائية الدولية      | ?                    | ?                      |
|             | مؤسسة التمويل الدولية              | 20 يوليو 1956        | 20 يوليو 1956          |
|             | البنك الدولي للإنشاء والتعمير      | 27 ديسمبر 1945       | 28 ديسمبر 1945         |
|             | الاتحاد الدولي للاتصالات           | 20 فبراير 1932       | 10 يوليو 1914          |
|             | يونسكو                             | 1 يوليو 1955         | 2 يناير 1950           |

## وصلات خارجية
- موقع وزارة الخارجية الإثيوبية
- موقع وزارة الخارجية الغواتيمالية